# Sepietta petersi
Sepietta petersi is een dwerginktvis die voorkomt in de Middellandse Zee Hoewel er ook een twijfelachtige melding is dat de soort ook voorkomt in de Atlantische Oceaan ter hoogte van Marokko.
Het soorttype is verzameld in de Adriatische Zee en bevindt zich in is het Zoologiska Museet in Uppsala, Zweden.
Seppietta petersi wordt ook beschreven als senior synoniem  van Sepietta obscura beschreven door Kir Nesis. Verdere beschrijving is nodig om uit te maken of dit wel degelijk  twee verschillende soorten zijn.